# 卢尼诺 (奔萨州)
卢尼诺（羅馬化：Lunino）是俄罗斯奔萨州的市级镇、卢尼诺区行政中心及规模最大聚居地，地处奔萨州东北部，位于州府奔萨东北方。镇内设有同名铁路车站。伏尔加河流域苏拉河一支流舒克沙河（Шукша）流经该镇，并在镇东南方汇入苏拉河。
该地2022年人口有7,122人；2010年人口7,905；2002年人口8,324；1989年人口9,086。